# シュガー・レイ
シュガー・レイ(Sugar Ray)は、アメリカ合衆国のロック・バンド。オレンジ・カウンティ出身。1986年結成。1994年までShrinky Dinxという名前で活動していたが、アトランティック・レコードとの契約後に改名。1995年デビュー。
当初はラップロックやポップ・パンク隆盛に沸くオレンジ・カウンティの時勢をつかむミクスチャーサウンドでシーンに登場したが、アルバム・リリース毎に音楽性をよりラフな路線へとシフトさせていくなかで、「夏」を感じさせるキャッチーなポップ・メロディを量産し、ミドルテンポを基調としたサーフ・ロック寄りのサウンドでその地位を築いている。
来日公演では、2003年のフジロック・フェスティバル、2007年にはサマーソニックに出演している。

## 概要
元ハウス・オブ・ペイン、現リンプ・ビズキットのDJリーサルをプロデューサーに迎えた『レモネード・アンド・ブラウニーズ』でアルバム・デビュー。サイプレス・ヒルやKORNらのサポートを務めながら全米各地に名を広め、1997年にリリースした2ndアルバム『シュガー・レイのアメリカン・ドリーム'97～爆走街道まっしぐら、俺らに勝る敵はナシ！(原題：Floored)』でブレイク。このアルバムからのシングル「フライ」が全米エア・プレイ・チャート6週間連続No.1の座をキープ、ビデオ・クリップもMTVやVH1でNO.1クリップを獲得するなどロングヒットを続け、結果アルバムは200万枚を超えるセールスを記録。
トリプル・プラチナを獲得した3rdアルバム『14分59秒』からは「エヴリ・モーニング」、「サムデイ」、「フォールズ・アパート」といった一連の大ヒットシングルのカットも続いた。
また同時期には、ロビン・ウィリアムズ主演の映画『ファーザーズ・デイ』にてバンドごと「シュガー・レイ役」として出演したのを皮切りに、テレビ番組『ロージー・オドネル・ショウ』や『デイヴィッド・レターマン・ショウ』などに出演するなどメディア露出が増加。特にフロントマンのマークは、『ピープル』誌による「'98年最もセクシーな男性」のひとりに選出されたり、女性誌『コスモポリタン』からはセックス・シンボルの代表格として表紙を飾るなどそのキャラクターが音楽面以外にも注目された。
その後、代表曲「アンサー・ザ・フォン」などを収めこれまでで最高位のチャートアクション(全米6位)となったセルフ・タイトルの4th『シュガー・レイ』、ヒットシングル「ミスター・バーテンダー」を擁した『レジャーでGO!』を経て、2005年にベスト盤を発売して以降は活動のペースを緩めている。
しばらくの沈黙を経た2009年に6th『Music for Cougars』を発表。ちなみに、『復活の常夏番長』というやはり相変わらずの邦題が付けられたこのアルバムは、本国での発売から1年近く経った2010年になって今更の日本国内盤が刊行される異例のリリースになっており、日本盤の特典として邦人バンド「10-FEET」のメンバーを客演に迎えた新録曲が追加された仕様となっている。
2010年に、クレイグ “DJホミサイド” ブロックの脱退をTwitterで発表した。2011年には、オリジナルメンバーであるマーフィー・カージスとスタン・フラッツァーもバンドを離れ、新たにパーカッショニストのアル・キースと、過去にツアーメンバーとしてサポートしていたジェシー・ビヴォナとジャスティン・ビヴォナを、新メンバーとして加えることになった。この時脱退した二人とは、後に裁判で争うことになる。
2012年には、エヴァークリア、ジン・ブロッサムズらと共に、Summerlandツアーを開催。翌2013年の夏には、1990年代をプレイバックするUnder the Sunツアーをスマッシュ・マウス、スピン・ドクターズらと共に廻った。2014年に、新ドラマーとしてグッド・シャーロットのディーン・バターワースが、2016年には新ベーシストとして元ハートのクリスチャン・アタードがバンドに加わった。
2018年に、マーク・マッグラスが出演していたテレビ番組『Celebrity Big Brother』内で、マッグラスの紹介VTRを作ることになり、そのセッションで新曲『Highest Tree』が生まれた。この楽曲でBMGと契約することになり、翌2019年に、約10年振りとなる7th『Little Yachty』を発表した。

## メンバー

### 現在のメンバー
- マーク・マッグラス（Mark McGrath） - ボーカル, ギター (1986年～)
- ロドニー・シェパード（Rodney Sheppard） - ギター (1986年～)
- ディーン・バターワース（Dean Butterworth） - ドラムス, パーカッション (2014年～) ※2013年～2014年までツアーメンバー
- クリスチャン・アタード（Kristian Attard） - ベース (2016年～) ※2014年～2016年までツアーメンバー

### 元メンバー
- マーフィー・カージス（Murphy Karges） - ベース (1986年～2012年)
- スタン・フラッツァー（Stan Frazier） - ドラムス, パーカッション (1986年～2012年)
- クレイグ “DJホミサイド” ブロック（Craig "DJ Homicide" Bullock） - ターンテーブル, プログラミング (1995年～2010年)
- アル・キース (Al Keith) - パーカッション (2010年～2013年)
- ジェシー・ビヴォナ (Jesse Bivona) - ドラムス, パーカッション (2012年～2016年)
- ジャスティン・ビヴォナ (Justin Bivona) - ベース (2012年～2016年)

## ディスコグラフィ

### オリジナル・アルバム
- レモネード・アンド・ブラウニーズ (Lemonade and Brownies) - 1995年
- シュガー・レイのアメリカン・ドリーム'97～爆走街道まっしぐら、俺らに勝る敵はナシ！ (Floored) - 1997年
- 14分59秒 (14:59) - 1999年
- シュガー・レイ (Sugar Ray) - 2001年
- レジャーでGO! (In the Pursuit of Leisure) - 2003年
- 復活の常夏番長 (Music for Cougars) - 2009年
- Little Yachty - 2019年

### 編集盤
- ザ・ベスト・オブ・シュガー・レイ (The Best of Sugar Ray) - 2005年